# Urochordeuma bumpusi
Urochordeuma bumpusi är en mångfotingart som beskrevs av Filippo Silvestri 1909. Urochordeuma bumpusi ingår i släktet Urochordeuma och familjen Urochordeumatidae. Inga underarter finns listade i Catalogue of Life.